# Forsby, Pedersöre kommun
Forsby (tidigare: Ytterpurmo) är en tätort i Pedersöre kommun i landskapet Österbotten i Finland. Vid tätortsavgränsningen den 31 december 2021 hade Forsby 368 invånare och omfattade en landareal av 4,47 kvadratkilometer.
Forsby är känt för sin danspaviljong, Forsby på Toppen, vilken var en mycket populär dansplats på 1970-, 1980- och 1990-talet. Ägarföreningen Forsby Bollklubb ordnade sommartid mogen- och ungdomsdanser, som lockade stor publik. Föreningen har ett fotbollslag som spelar i division sex och blev utnämnd även detta år (2020) till sämsta fotbollslaget i Mellersta Österbottens Fotbollsdistrikt. Föreningen ordar också tävlingar i traktorpulling varje år.